# 2009-es U17-es női labdarúgó-Európa-bajnokság
A második ízben kiírt U17-es Női Labdarúgó Európa-bajnokságra négy csapat kvalifikálta magát, melyet az UEFA nyoni székhelyén bonyolítottak le 2009. június 22-25. között. A versenysorozaton 1992. január 1. után született női labdarúgók vehettek részt.
A torna selejtezőjén 40 ország korosztályos válogatottja indult. Két selejtező fordulót bonyolítottak le. Az elsőben 10 darab négyes csoportban küzdöttek a válogatottak, és 16-an jutottak tovább (a csoportelsők és a hat legjobb második). A második fordulóban négy négyes csoportot alakítottak ki, ahonnan csak a győztesek kerülhettek ki az Európa-bajnokságra. Ez végül a francia, a német, a norvég, illetve a spanyol válogatottnak sikerült. A végső győztes Németország lett, miután a döntőben 7:0-ra legyőzte a meglepetésre fináléba kerülő spanyolokat.
A selejtezőkben a francia Anaïs Ribeyra volt a legeredményesebb 9 találattal, míg az Európa-bajnokságon a német Kyra Malinowski 8-cal lett gólkirály (mindössze két mérkőzésen!).
Az Európa-bajnoki finálét a magyar Kulcsár Katalin vezette.

## Résztvevők
- Franciaország
- Németország
- Norvégia
- Spanyolország

## Helyszínek
| Város | Helyszín                        | Befogadóképesség |
| ----- | ------------------------------- | ---------------- |
| Nyon  | Centre sportif de Colovray Nyon | 7200             |

## Játékvezetők
| - Kulcsár Katalin - Esther Azzopardi |

## Eredmények
Minden időpont helyi idő szerinti. (CEST)
|  |                   |               |             |                   |   |               |               |       |
|  | Elődöntők         | Elődöntők     | Elődöntők   |                   |   | Döntő         | Döntő         | Döntő |
|  | Elődöntők         | Elődöntők     | Elődöntők   |                   |   | Döntő         | Döntő         | Döntő |
|  | június 22. – Nyon |               |             |                   |   |               |               |       |
|  |                   |               |             |                   |   |               |               |       |
|  | Norvégia          | Norvégia      | 0           |                   |   |               |               |       |
|  | Norvégia          | Norvégia      | 0           | június 25. – Nyon |   |               |               |       |
|  | Spanyolország     | Spanyolország | 2           |                   |   |               |               |       |
|  | Spanyolország     | Spanyolország | 2           |                   |   | Spanyolország | Spanyolország | 0     |
|  | június 22. – Nyon |               |             |                   |   | Spanyolország | Spanyolország | 0     |
|  |                   |               | Németország | Németország       | 7 |               |               |       |
|  | Németország       | Németország   | Németország | Németország       | 7 | 4             |               |       |
|  | Németország       | Németország   |             |                   |   |               |               |       |
|  | Franciaország     | Franciaország | 1           |                   |   |               |               |       |
|  | Franciaország     | Franciaország | 1           | Bronzmérkőzés     |   |               |               |       |
|  |                   |               |             |                   |   |               |               |       |
|  | június 25. – Nyon |               |             |                   |   |               |               |       |
|  |                   |               |             |                   |   |               |               |       |
|  | Norvégia          | Norvégia      | 1           |                   |   |               |               |       |
|  | Norvégia          | Norvégia      | 1           |                   |   |               |               |       |
|  | Franciaország     | Franciaország | 3           |                   |   |               |               |       |
|  | Franciaország     | Franciaország | 3           |                   |   |               |               |       |

### Elődöntők
| 2009. június 22. 14:30 (CEST) | Norvégia | 0 – 2                 | Spanyolország             | Centre sportif de Colovray Nyon, Nyon Játékvezető: Azzopardi (máltai) |
| 2009. június 22. 14:30 (CEST) |          | (0 – 1) (Jegyzőkönyv) | Sampedro 10' González 47' | Centre sportif de Colovray Nyon, Nyon Játékvezető: Azzopardi (máltai) |

| 2009. június 22. 18:30 (CEST) | Németország                        | 4 – 1                 | Franciaország | Centre sportif de Colovray Nyon, Nyon Játékvezető: Kulcsár (magyar) |
| 2009. június 22. 18:30 (CEST) | Malinowski 30' 46' 75' Doppler 36' | (2 – 1) (Jegyzőkönyv) | Ribeyra 34'   | Centre sportif de Colovray Nyon, Nyon Játékvezető: Kulcsár (magyar) |

### 3. helyért
| 2009. június 25. 11:00 (CEST) | Norvégia      | 1 – 3                 | Franciaország                 | Centre sportif de Colovray Nyon, Nyon Játékvezető: Azzopardi (máltai) |
| 2009. június 25. 11:00 (CEST) | Dekkerhus 63' | (0 – 0) (Jegyzőkönyv) | Ribeyra 66' 79' Solanet 80+1' | Centre sportif de Colovray Nyon, Nyon Játékvezető: Azzopardi (máltai) |

### Döntő
| 2009. június 25. 14:30 (CEST) | Spanyolország | 0 – 7                 | Németország                                                   | Centre sportif de Colovray Nyon, Nyon Játékvezető: Kulcsár (magyar) |
| 2009. június 25. 14:30 (CEST) |               | (0 – 2) (Jegyzőkönyv) | Mester 3' Malinowski 17' 42' 45' 50' 80' Elsig 67' (11-esből) | Centre sportif de Colovray Nyon, Nyon Játékvezető: Kulcsár (magyar) |

| 2009-es U17-es női labdarúgó-Európa-bajnokság bajnoka: |
| ------------------------------------------------------ |
| NÉMETORSZÁG 2. cím                                     |

## Gólszerzők
8 gólos
- Kyra Malinowski

3 gólos
- Anaïs Ribeyra

1 gólos
- Tatiana Solanet
- Annika Doppler
- Johanna Elsig
- Lynn Mester
- Cathrine Dekkerhus
- Esther González
- Amanda Sampedro